# Угур Мумджу (квартал в Султангази)
„Угур Мумджу“ (на турски: Uğur Mumcu) е квартал на Истанбул, разположен в градска околия Султангази. Общата му площ е 1,4 км2. Според данни на Адресната система за регистриране на населението (ABPRS) към 2024 г. населението на „Угур Мумджу“ е 41 299 жители.